# 1373
Пізнє Середньовіччя •  Відродження •  Реконкіста •  Ганза •  Авіньйонський полон пап •  Монгольська імперія •  Столітня війна

## Геополітична ситуація
Імператором Візантії є Іоанн V Палеолог (до 1376), державу османських турків очолює султан Мурад I (до 1389). Карл IV Люксембург має титул імператора Священної Римської імперії (до 1378). Королем Франції є Карл V Мудрий (до 1380).
Апеннінський півострів розділений: північ належить Священній Римській імперії, середню частину займає Папська область, південь належить Неаполітанському королівству. Деякі міста півночі: Венеція, Піза, Генуя тощо, мають статус міст-республік. Триває боротьба гвельфів та гібелінів.
Майже весь Піренейський півострів займають християнські Кастилія і Леон, де править Енріке II (до 1379), Арагонське королівство та Португалія під правлінням Фернанду I (до 1383). Під владою маврів залишилися тільки землі на самому півдні. Едуард III королює в Англії (до 1377), Королем Швеції є Альбрехт Мекленбурзький (до 1389). У Польщі та Угорщині королює Людвік I Великий (до 1382). У Литві княжить Ольгерд (до 1377).
Руські землі перебувають під владою Золотої Орди. Триває війна за галицько-волинську спадщину між Польщею та Литвою. Намісником Галичини є Владислав Опольчик.
У Києві княжить Володимир Ольгердович (до 1394). Ярлик на володимирське князівство має тверський князь Михайло Олександрович Тверський.
Монгольська імперія займає більшу частину Азії, але вона розділена на окремі улуси. На заході євразійських степів править Золота Орда, що переживає період Великої Зам'ятні. У Семиріччі владу утримує емір Тамерлан. Іран роздроблений, окремі області в ньому контролюють родини як монгольського, так і перського походження.
У Єгипті владу утримують мамлюки, а Мариніди у Магрибі. У Китаї править династії Мін. Делійський султанат є наймогутнішою державою Індії. В Японії триває період Муроматі.

## Події
- Московський князь Дмитро Донський дав відсіч каральному походу ординців.
- Французькі війська продовжують витісняти англійців з Франції, майже повністю захопили Бретань. Англійці висадилися в Кале й здійснили похід в глибину французької території, який завершився невдачею.
- Війська кастильського короля Енріке II підступилили до Лісабона, однак незабаром сторони конфлікту примирилися.
- 13 червня підписано англо-португальський військовий союз, найдавніший із документально підтверджених.
- Бранденбург перейшов до Люксембургів.
- Філіп II Тарентський передав Ахейське князівство королеві Неаполя Джованні I.
- Папські війська здобули перемогу над силами Вісконті поблизу Монтік'яри.
- Угорські війська завдали поразки венеційцям у кількох сутичках, але після того як племінник угорського короля Людовика Великого потрапив у полон, сторони домовилися про мир.
- У Візантії Андронік IV Палеолог підняв бунт проти свого батька Іоанна V, коли той визнав себе васалом турецького султана Мурада I. Коли бунт було придушено Мурад I наказав осліпити Андроніка. Його осліпили на одне око.
- Імператор Китаю з династії Мін Чжу Юаньчжан призупинив дію системи іспитів на державну службу, незадоволений якістю нових чиновників.
- Засновано місто Пномпень.